# Culicoides brookmani
Culicoides brookmani är en tvåvingeart som beskrevs av Wirth 1952. Culicoides brookmani ingår i släktet Culicoides och familjen svidknott. Inga underarter finns listade i Catalogue of Life.